# Bir Hima
Bir Hima (arab. بئر حما) – stanowisko archeologiczne ze śladami osadnictwa z okresu 4500–3000 BP oraz licznymi petroglifami z okresu III–II w. p.n.e.

## Geografia
Bir Hima leży w południowo-zachodniej Arabii Saudyjskiej, pomiędzy regionem Asir na zachodzie a pustynią Ar-Rab al-Chali na wschodzie, ok. 30 km na północny wschód od Nadżranu. Teren obfituje w masywne bloki piaskowca, na których wykonano petroglify.

## Historia
Historia Bir Himy sięga czasów prehistorycznych – miejsce było przystankiem na drodze karawan z uwagi na obecność wody pitnej. Znajduje się tu siedem studni, których wiek szacowany jest na ponad 7000 lat, a niektóre z nich nadal są czynne.
Odkryto tu ślady osadnictwa z okresu 4500–3000 BP oraz liczne petroglify z okresu III–II w. p.n.e.
W 2015 roku Bir Hima została wpisana na saudyjską listę informacyjną UNESCO – listę obiektów, które Arabia Saudyjska zamierza rozpatrzyć do zgłoszenia do wpisu na listę światowego dziedzictwa UNESCO. W 2021 roku Bir Hima została wpisana na listę światowego dziedzictwa UNESCO.

## Petroglify
W Bir Himie odkryto setki petroglifów. W 1952 roku do Bir Himy przybyła ekspedycja Harry’ego St. Johna Philby’ego a jeden z jej uczestników sporządził kopie 250 petroglifów, nie ruszając się z miejsca.
Petroglify przedstawiają najczęściej sceny bitewne, postaci ludzkie oraz zwierząt: bydła domowego (najstarsze przedstawienia), wielbłądów i strusi. W walkach przedstawiani są jeźdźcy na koniach uzbrojeni w lance, miecze lub noże.
Obok scen walk ukazywane są również z boku liczne postaci kobiece z rękoma uniesionymi do góry i zgiętymi w łokciach, najprawdopodobniej są to przedstawienia bogini Al-Lat.